# فولاوية
الفولاوية (الاسم العلمي: Fabeae) هي قبيلة من النباتات تتبع الفصيلة البقولية من رتبة الفوليات.

## أجناس الفولاوية
- البسلة
- الجلبان
- العدس
- البيقية